# Рыбаков, Максим Радикович
Максим Радикович Рыбаков (3 января 1990, Верхнеаршинский, Башкирская АССР, РСФСР, СССР — 2 февраля 2024, Украина) — российский военнослужащий, гвардии капитан, командир 1-го парашютно-десантного батальона 299-го гвардейского парашютно-десантного полка 98-й гвардейской воздушно-десантной дивизии Воздушно-десантных войск.
Герой Российской Федерации (посмертно, 2024).

## Биография
Родился 3 января 1990 года в селе Верхнеаршинский Республики Башкортостан.
В 1992 году вместе с семьёй переехал в Белорецк, со второго класса учился в гимназии № 17. После того, как Рыбаков окончил восьмой класс, поступил в Екатеринбургское суворовское военное училище. В свободное от учёбы время занимался спортом: карате, греко-римская борьба и пулевая стрельба.
С 2008 года в ВС РФ. Являлся курсантом Рязанского гвардейского высшего воздушно-десантного командного училища. В 2013 году после окончания данного училища, был распределён в 98-ю гвардейскую воздушно-десантную дивизию, служил в 331-м гвардейском парашютно-десантном полку в Костроме.
С 2018 года выезжал несколько раз в Сирию, участвовал в учебном десантировании подразделений дивизии за Полярным кругом. Участник вооружённого вторжения России на Украину.
Погиб 2 февраля 2024 года на Украине при выполнении воинского долга. Похоронен 10 февраля 2024 года в Белорецке на кладбище «Укшук».

## Звания и награды
- Герой Российской Федерации (Указом Президента Российской Федерации «закрытым» от 18 сентября 2024 года за мужество и героизм, проявленные при исполнении воинского долга, гвардии капитану Рыбакову Максиму Радиковичу присвоено звание Героя Российской Федерации, посмертно).
- Орден Мужества.
- Медаль ордена «За заслуги перед Отечеством 2 степени» (с мечами).
- Медаль «За отвагу» (2).
- Орден генерала Шаймуратова (посмертно, 2024).